# Uwe Potteck
Uwe Potteck (n. 1 mai 1955, Wittenberge, Brandenburg, Germania) este un trăgător de tir german, medaliat olimpic. A participat la 3 ediții ale Jocurilor Olimpice (1976, 1980, 1988) în care a câștigat o medalie de aur.